# St. Joseph (Bad Bevensen)

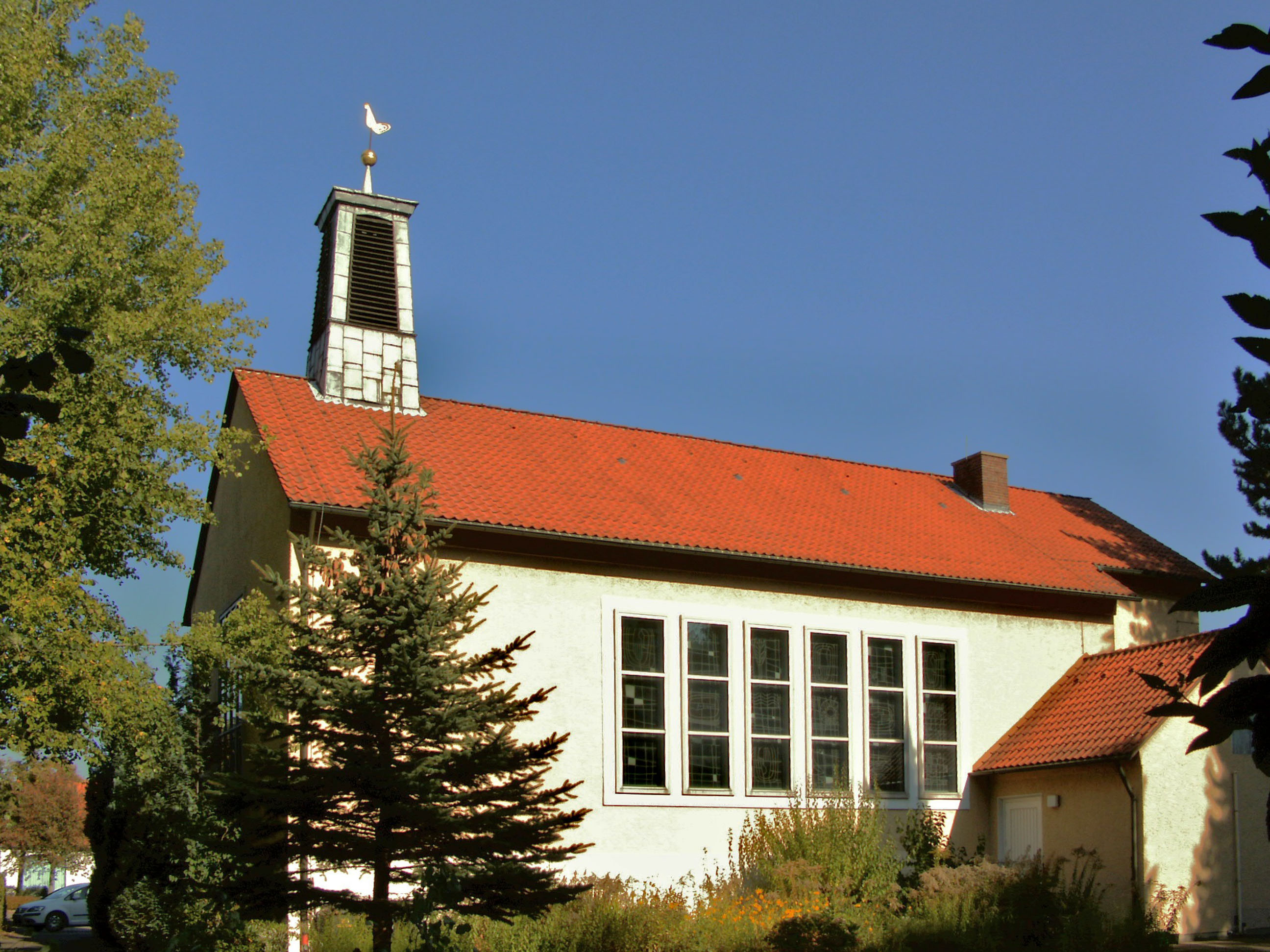
Kirche von Westen

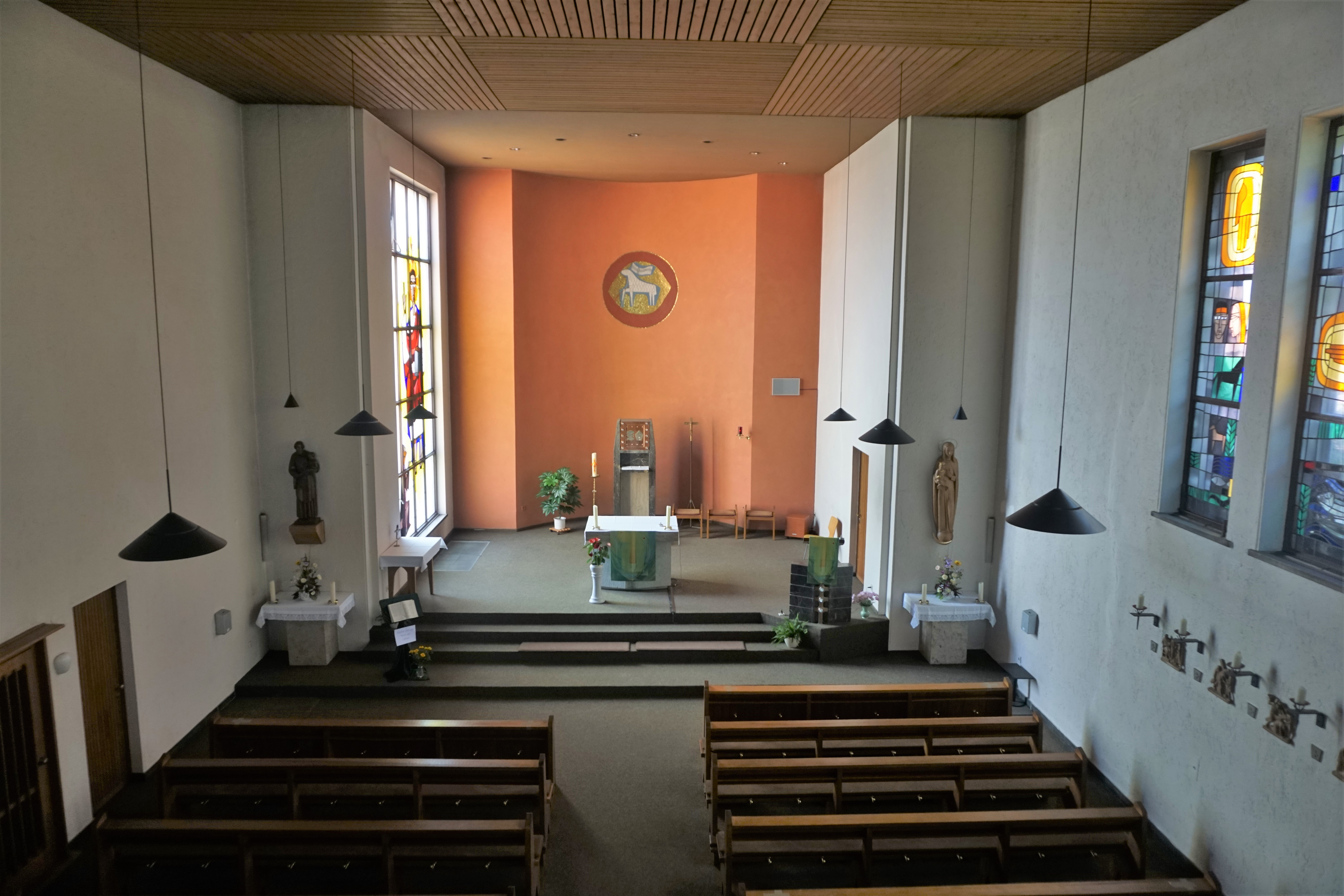
Blick zum Altarraum

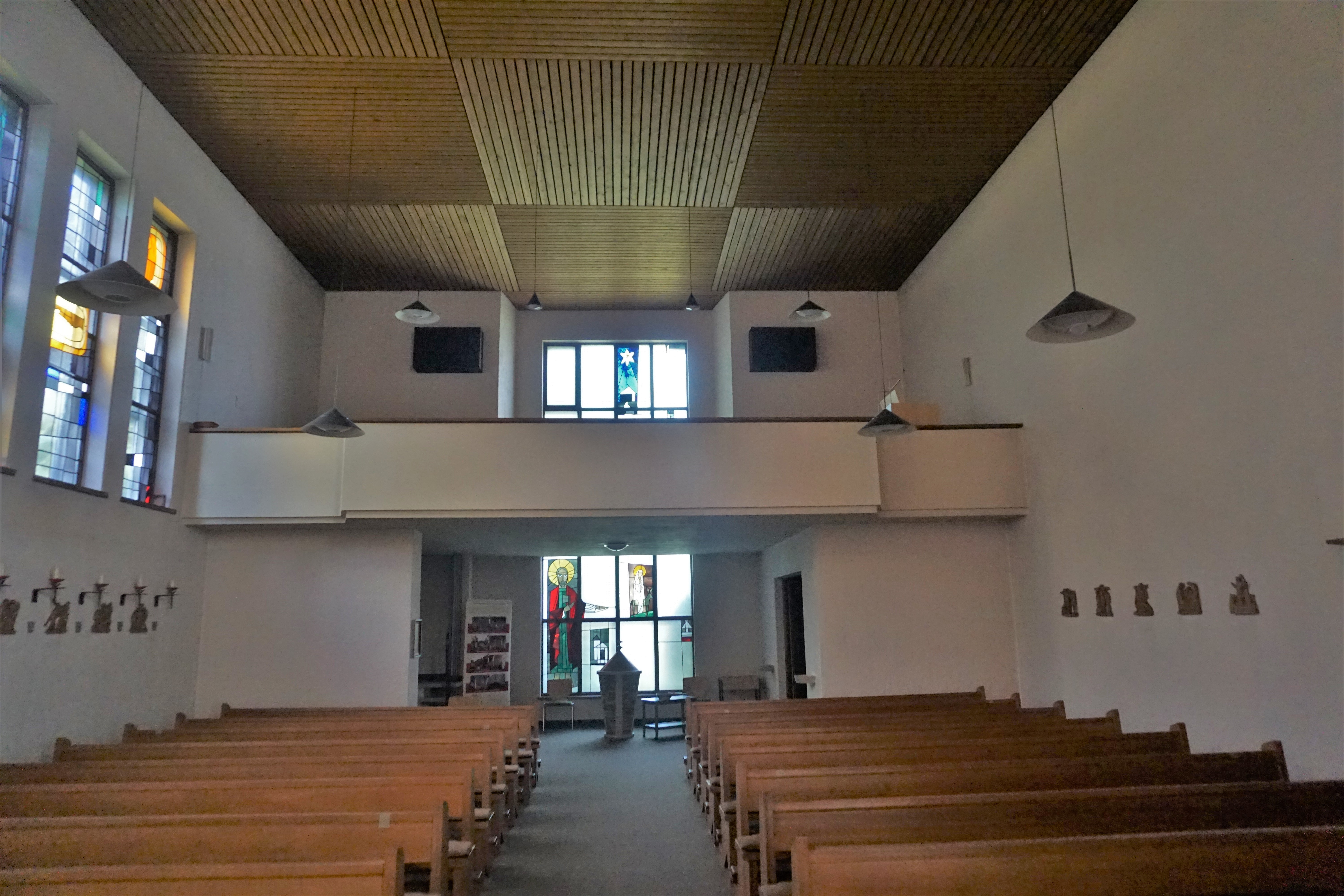
Blick zur Empore

St. Joseph, auch St. Josef geschrieben, ist die römisch-katholische Kirche in Bad Bevensen, einem Kurort im Landkreis Uelzen in Niedersachsen. Die nach dem heiligen Josef von Nazaret benannte Kirche gehört zur Pfarrgemeinde Zum Göttlichen Erlöser mit Sitz in Uelzen, im Dekanat Lüneburg des Bistums Hildesheim.

## Geschichte
Im Fürstentum Lüneburg, zu dem Bevensen damals gehörte, führte Ernst I., Herzog zu Braunschweig-Lüneburg, die Reformation ein. Dadurch wurden im 16. Jahrhundert die Bevölkerung und die Kirche von Bevensen, die bis dahin zum Bistum Verden gehörten, sowie das nahegelegene Kloster Medingen protestantisch.
Nachdem die 1913 gegründete Pfarrei Uelzen 1933 mit August Beckmann erstmals einen Kaplan erhalten hatte, wurden auch außerhalb der Stadt Uelzen katholische Gottesdienste gehalten. Am 23. Juli 1933 fand in der Gastwirtschaft Pröhl in Bevensen erstmals eine Heilige Messe statt. Von Dezember 1933 an fanden die katholischen Gottesdienste in der Turnhalle einer Schule statt, da der Raum der Gaststätte für die wachsende Zahl der Gottesdienstbesucher zu klein geworden war. 
Im Herbst 1940 erwarb der Pfarrer von Uelzen das Hausgrundstück, auf dem heute die Kirche steht. Unter den damaligen Verhältnissen, der Zweite Weltkrieg hatte bereits begonnen, konnte noch keine Kirche errichtet werden.
1941 konnte in Medingen ein ehemaliger Tanzsaal der Gaststätte Dreyer gemietet werden, der nun im Krieg nicht mehr für seinen bisherigen Zweck benötigt wurde. Der Saal wurde zu einer Notkapelle umgebaut, die bereits das Patrozinium des heiligen Joseph bekam und in der am 15. August 1941 der erste Gottesdienst stattfand. Zwecks Unterbringung von Flüchtlingen wurde die Notkapelle 1944 beschlagnahmt, die katholischen Gottesdienste fanden bis zur Freigabe der Notkapelle im Januar 1945 in der evangelischen St.-Mauritius-Kirche statt.
Im Zuge der Flucht und Vertreibung Deutscher aus Mittel- und Osteuropa 1945–1950 vergrößerte sich die Zahl der Katholiken im Raum Bevensen durch den Zuzug von katholischen Flüchtlingen und Heimatvertriebenen aus den Ostgebieten des Deutschen Reiches erheblich. 1946, die Zahl der Katholiken war auf rund 2000 angewachsen, wurde daher die zur Pfarrei Uelzen gehörende Pfarrvikarie Bevensen-Medingen eingerichtet, zu der neben Bevensen über 50 weitere Ortschaften gehörten. Kaplan Fritz Haase, zuvor in Hirschberg im Riesengebirge tätig, wurde ihr erster Pfarrvikar. Von da an wurden in Bevensen katholische Kirchenbücher geführt.
Ab 1947 war das Gasthaus Dreyer, zu dem der als Notkirche genutzte Saal gehörte, an die Kongregation der Barmherzigen Schwestern vom hl. Vinzenz von Paul in Hildesheim verpachtet, die darin ein Altenheim für Flüchtlinge betrieben. 1956 endete die Verpachtung des Gasthauses einschließlich des Saales, so dass im 1940 angekauften Haus in Bevensen 1956 eine kleine Notkapelle eingerichtet wurde.
Am 12. Mai 1957 erfolgte hinter dem Wohnhaus die Grundsteinlegung für die Kirche durch Bernward Linneborn, den Pfarrer von Uelzen. Bis zu diesem Zeitpunkt war die Zahl der Katholiken der Pfarrvikarie Bevensen-Medingen auf rund 1300 abgesunken, da einige der Flüchtlinge in Industrieregionen weitergezogen waren, wo der Bedarf an Arbeitskräften größer war. Nachdem im Juli das Richtfest gefeiert wurde, folgte bereits am 1. Dezember 1957, dem 1. Sonntag im Advent, die Kirchweihe durch Bischof Heinrich Maria Janssen. Nebenpatronin wurde Therese von Lisieux.
Am 1. April 1959 wurde Bevensen (seit 1976 „Bad Bevensen“) eine selbständige Kirchengemeinde (Kuratie). Zu ihr gehörten neben Bevensen auch Aljarn, Almstorf, Altenmedingen, Bargdorf, Barum, Beverbeck, Bienenbüttel, Boecke, Bohndorf, Bornsen, Bostelwiebeck, Brockhimbergen, Bruchtorf, Drögennottorf, Eddelstorf, Edendorf, Eitzen I, Emmendorf, Gollern, Groß Hesebeck, Groß Malchau, Groß Thondorf, Hagen, Heitbrack, Himbergen, Höver, Hohenbünstorf, Hohenzethen, Hohnstorf, Jastorf, Jelmstorf, Kettelstorf, Klein Bünstorf, Klein Hesebeck, Klein Thondorf, Masbrock, Medingen, Natendorf, Niendorf I, Oetzendorf, Oldendorf II, Reddien, Rieste, Röbbel, Römstedt, Rohrstorf, Sasendorf, Secklendorf, Seedorf, Steddorf, Stoetze, Strothe, Tätendorf-Eppensen, Testorf, Varendorf, Vinstedt, Vorwerk, Walmstorf, Weste und Wichmannsburg. Am 1. Juli 1963 kamen noch Grünhagen, Hohenbostel und Niendorf hinzu.
Nachdem nach der Liturgiereform des Zweiten Vatikanischen Konzils zusätzlich zum Hochaltar bereits ein Volksaltar aufgestellt worden war weihte Weihbischof Heinrich Machens am 15. Dezember 1979 einen neuen Altar. In den Altar wurden Reliquien der heiligen Donatus, Faustinus und Romanus eingelassen. 1983 wurde das Pfarrhaus, das noch in Fachwerk erbaut worden war, wegen Baufälligkeit abgerissen und durch das heute vor der Kirche stehende Gemeindehaus ersetzt, das am 5. Mai 1984 eingeweiht wurde. Damals gehörten rund 1400 Katholiken zur Kuratie Bad Bevensen. Am 1. Januar 1988 erfolgte die Erhebung der Kuratiegemeinde zur Pfarrei, zu ihr gehörten alle Ortschaften der Samtgemeinde Bevensen sowie die der Gemeinden Bienenbüttel und Stoetze.
Seit dem 1. November 2006 gehört die Kirche zur Pfarrei Zum Göttlichen Erlöser in Uelzen, die Pfarrei St. Joseph in Bad Bevensen wurde zu diesem Zeitpunkt aufgelöst. Seit 2007 unterstützt der ‚Förderverein der kath. Kirche St. Joseph Bad Bevensen e.V.‘ den Unterhalt der Kirche.

## Architektur und Ausstattung
Die in rund 30 Meter Höhe über dem Meeresspiegel gelegene Kirche steht auf dem Grundstück Medinger Straße 36, nur rund 60 Meter von der Bahnstrecke Lehrte–Hamburg-Harburg entfernt. Das nach Plänen von Josef Fehlig erbaute Gotteshaus ist ein Langhausbau, dessen Satteldach mit einem Dachreiter, in dem zwei kleine Glocken hängen, bekrönt ist. Über dem Eingangsportal ist eine Kreuzigungsgruppe dargestellt. An der Südwestecke der Kirche ist die Sakristei angebaut.
Der Innenraum wird von einer flachen Holzdecke abgeschlossen. Das Buntglasfenster im Nordgiebel der Kirche zeigt die Flucht nach Ägypten. Die ursprüngliche künstlerische Innenausstattung, unter anderem das Christusfenster im Altarraum, schuf Wilhelm Keudel (1913–1974) aus Salzgitter. Unter der Orgelempore steht der Taufstein. An den Seitenwänden sind die Kreuzwegstationen angebracht, auch der Beichtstuhl, über dem ein Kruzifix hängt, ist hier in eine Wand eingelassen. Die beiden Seitenaltäre sind den Heiligen Joseph und Maria gewidmet, vor ihnen können Opferkerzen aufgestellt werden. Der Tabernakel ist zentral im Altarraum angeordnet, an der Rückwand des Altarraumes ist das Opferlamm mit der Siegesfahne dargestellt. Über eine Pfeifenorgel verfügt die Kirche nicht.